# Tärngrundet (3 km öster om Busö, Raseborg)
Tärngrundet är en ö i Finland. Den ligger i Finska viken och i kommunen Raseborg i landskapet Nyland, i den södra delen av landet. Ön ligger omkring 81 kilometer väster om Helsingfors.
Öns area är 0,4 hektar och dess största längd är 100 meter i nord-sydlig riktning. Närmaste större samhälle är Ekenäs, 18,3 km nordväst om Tärngrundet.